# Jerzy Kossek
Jerzy Kossek (ur. 1 lutego 1961 w Katowicach) – polski amerykanista, literaturoznawca, krytyk literacki, wykładowca akademicki, propagator kultury amerykańskiej, teoretyk bluesa, współorganizator Rawa Blues Festival, współtwórca Tygla Kulturalnego na Rawa Blues Festival, założyciel Kawiarenki Poetyckiej Rawa Blues, Stowarzyszenia O'Blues/ie Naukowo, twórca Klubu Amerykańskiego, pierwszej na świecie naukowej konferencji poświęconej bluesowi oraz międzynarodowego seminarium o amerykańskiej drodze Route 66. Stypendysta programu Fulbrighta.